# جنگل‌های مخروطی ترانس‌بیکال
منطقه اکولوژیکی جنگل‌های مخروطی ترانس بایکال (شناسه ووف: پی آ ۰۶۰۹) ۱۰۰۰ هکتار را پوشش می‌دهد. کیلومتر در ۱۰۰۰ کیلومتر مربع از منطقه کوهستانی تایگای جنوبی که از شرق و جنوب از سواحل دریاچه بایکال در منطقه سیبری جنوبی روسیه امتداد یافته و شامل بخشی از شمال مغولستان نیز می‌شود. از نظر تاریخی، این منطقه "داوریاً یا ترانس بایکال ("سرزمین آن سوی دریاچه بایکال") نامیده شده است. این منطقه در قلمرو پالئارکتیک و عمدتاً در جنگل‌های شمالی/ زیست‌بوم تایگا با آب و هوای نیمه قطبی و مرطوب قرار دارد. این منطقه ۲۰۰٬۴۶۵ کیلومتر مربع (۷۷٬۴۰۰ مایل مربع) پوشش می‌دهد. .

## مکان و توضیحات
این منطقه اکولوژیکی در مرکز کوه‌های یابلونی قرار دارد، رشته‌کوهی که ارتفاع آن به ۱٬۶۰۰ متر (۵٬۲۰۰ فوت) می‌رسد. و از جنوب غربی به شمال شرقی، به موازات دریاچه بایکال امتداد دارد. لبه غربی این منطقه، ساحل شرقی دریاچه بایکال و رشته کوه بارگوزین است. شهر چیتا در شمال شرقی منطقه و شهر اولان‌باتور، مغولستان، درست در خارج از نقطه جنوبی منطقه قرار دارد. در جنوب ، کوه‌های خنتی در مغولستان قرار دارند. در شرق، علفزارهای معتدل منطقه اکولوژیکی استپ جنگلی داوریان قرار دارند. در شمال، فلات ویتیم قرار دارد.
رشته‌کوه‌های موازی این منطقه، مرز قاره‌ای بین رودخانه‌هایی که به اقیانوس منجمد شمالی (از طریق دریاچه بایکال و رودخانه لنا) و اقیانوس آرام (از طریق رودخانه آمور) می‌ریزند را تشکیل می‌دهند.

## آب و هوا
آب و هوای این منطقه اکولوژیکی، نیمه قطبی با زمستان خشک (سامانه طبقه‌بندی اقلیمی کوپن دی دبلیو سی) است. این آب و هوا با زمستان‌های طولانی و بسیار سرد و تابستان‌های خنک، اما با برف کم در زمستان مشخص می‌شود. پرفشار سیبری (که آنتی‌سیکلون سیبری نیز نامیده می‌شود) این منطقه را به ویژه در زمستان خشک نگه می‌دارد. در طول تابستان، کم فشار آسیایی هوای گرم را از بیابان‌های چین و مغولستان می‌آورد و دما را در ترانس بایکال افزایش می‌دهد. در شرق منطقه، آب و هوا به آب و هوای خشک و مرطوب قاره‌ای (دی دبلیو سی) با تابستان‌های طولانی‌تر تغییر می‌کند. در جنوب منطقه اکولوژیکی در مغولستان، آب و هوا به آب و هوای نیمه خشک سرد با بارندگی کمتر از ترانس بایکال تغییر می‌کند. میزان بارندگی در ترانس بایکال از ۴۰۰ تا ۵۰۰ میلیمتر (۱۶ تا ۲۰ اینچ) متغیر است. در سال در مناطق مرتفع، تا ۲۰۰ میلیمتر (۸ اینچ) / سال در مناطق پست‌تر و جنوبی‌تر.

## فلورا
این منطقه عمدتاً در زیر سطح ۱۴۰۰ متر پوشیده از جنگل است. درختان شاخص در سمت گرم‌تر و مرطوب‌تر غربی رشته‌کوه یابلونوفسکی، کاج داهوریان (سیاه‌کاج داهوری) و کاج سیبری (کاج سیبری) هستند. در شرق گرم‌تر و خشک‌تر رشته‌کوه، کاج با کاج اسکاتلندی (کاج اسکاتلندی) مخلوط شده است. درختان با خزه و گلسنگ پوشیده شده‌اند.
فلور منطقه ترانس بایکال، پهنه‌بندی ارتفاعی را نشان می‌دهد. در پایین‌ترین سطوح در دره‌های رودخانه‌ای و زمین‌های پست (۰ تا ۶۰۰ متر)، پوشش گیاهی مشخص آن، پوشش گیاهی استپ‌ها است: علف خوشه (استپی موئین)، فسکو، یونگراس علف تابستانی (سرده) و فیلیفولیوم (تاناستوم سیبریکوم). سطح بعدی (۶۰۰ تا ۱۱۰۰ متر) سطح استپی جنگلی است و از ۱۱۰۰ تا ۱۸۰۰ متر سطح جنگلی با گونه‌های لاریکس جمیلی و کاج سیلوستریس وجود دارد. بالاتر از ارتفاع ۱۸۰۰ متر، سرزمین بوته‌ای کاج کوتوله سیبری کاج کوتوله سیبری، توس کوتوله (توس کوتوله) و ارس (سرده) قرار دارد. برخلاف کوه‌های سایان و آلتای در غرب، آب و هوای ترانس بایکال برای پشتیبانی از مراتع آلپی بسیار شدید است؛ پوشش گیاهی مستقیماً از جنگل به درختچه‌های ارتفاعات بالاتر می‌رود.

## جانوران
پوشش گسترده درختان، زیستگاه خوبی برای گوزن، گوسفند کوهی، خرس، گراز وحشی و سایر پستانداران بزرگ فراهم می‌کند.

## اکوسیستم‌های آب شیرین
منطقه اکولوژیکی زمینی ترانس بایکال، منطقه اکولوژیکی آب شیرین «دریاچه بایکال» (شناسه ووف: ۶۰۶) را پوشش می‌دهد. این منطقه اکولوژیکی آب شیرین، زیستگاهی «دریاچه‌های بزرگ» را برای حیات آبزی فراهم می‌کند که تمرکز اصلی مطالعات علمی بر روی خود دریاچه بایکال و ماهی‌هایی است که در رودخانه‌هایی که به آن می‌ریزند (مانند رودخانه بارگوزین در ترانس بایکال) تخم‌ریزی می‌کنند.

## محافظت‌ها
منطقه دریاچه بایکال در لبه غربی منطقه اکولوژیکی، یک برنامه انسان و زیست‌کره است. این منطقه همچنین یک میراث جهانی یونسکو است.
سه منطقه حفاظت شده بزرگ فدراسیون روسیه در منطقه زیست‌محیطی ترانس بایکال عبارتند از:
- ذخیره‌گاه طبیعی بایکال. یک منطقه حفاظت‌شده اکولوژیکی درجه ای یو سی ان (منطقه حفاظت‌شده بایکال) در ساحل جنوب شرقی دریاچه بایکال. (مساحت: ۱۶۵۷ کیلومتر مربع)
- ذخیره‌گاه طبیعی بارگوزین. یک ذخیره‌گاه اکولوژیکی دقیق کلاس ای یو سی ان (زاپودنیک) در ساحل شرقی دریاچه بایکال. (مساحت: ۲۴۸۲ کیلومتر مربع)
- ذخیره‌گاه طبیعی سوخوندو. یک ذخیره‌گاه اکولوژیکی دقیق کلاس ای یو سی (زاپودنیک) واقع در توده کوه سوخوندو در استان چیتا در جنوب شرقی منطقه اکولوژیکی. (مساحت: ۲۱۱۰ کیلومتر مربع)

دو منطقه حفاظت‌شده بزرگ از ترانس بایکال در مغولستان قرار دارند:
- منطقه حفاظت‌شده خان خنتی. یک «منطقه بکر» درجه ای بی اتحادیه بین‌المللی حفاظت از طبیعت، در کوه‌های خنتی، و شامل کوه مقدس بورخان خلدون. (مساحت: ۱۲۲۷۰ کیلومتر مربع)
- پارک ملی اونون-بالج. یک پارک ملی که در سال ۲۰۰۰ ایجاد شد و از سرچشمه رودخانه اونون که در نهایت سرچشمه رودخانه آمور است، محافظت می‌کند. (مساحت: ۴۱۵۸ کیلومتر مربع)

## تهدیدها
آتش‌سوزی جنگل‌ها همیشه تهدیدی برای مناطق خشک و جنگلی است؛ خشکسالی در سال‌های اخیر خطر آتش‌سوزی‌های جنگلی را افزایش داده است. این منطقه همچنین از شیوع آفات و قطع بی‌رویه درختان رنج می‌برد. همچنین در این منطقه معدن طلا وجود دارد که تهدیدی برای نهرها و باتلاق‌ها محسوب می‌شود.

## مناطق شهری و سکونتگاه‌ها
شهرهای اصلی این منطقه اکولوژیکی عبارتند از اولان-اوده و پتروسک-زایبایکالسکی در جمهوری بوریاتیا، و چیتا و خیلوک در سرزمین زابایکالسکی. در غیر این صورت، این منطقه جمعیت کمی دارد. راه‌آهن سراسری سیبری این منطقه را از غرب به شرق به دو قسمت تقسیم می‌کند.